# Иппи
Иппи — город в Центральноафриканской Республике, в префектуре Уака, где является центром одной из её пяти субпрефектур. Население — 28 319 чел. (2021).

## География и климат
Город расположен в центре страны, примерно в 189 км от границы с Демократической Республикой Конго и в 357 от столицы страны, Банги (по прямой; по автодороге — от 411 до 447 км). 
| Показатель                                          | Янв. | Фев. | Март | Апр. | Май  | Июнь | Июль | Авг. | Сен. | Окт. | Нояб. | Дек. | Год  |
| --------------------------------------------------- | ---- | ---- | ---- | ---- | ---- | ---- | ---- | ---- | ---- | ---- | ----- | ---- | ---- |
| Средний суточный максимум, °C                       | 32,6 | 33,6 | 33,7 | 32,1 | 30,8 | 29,5 | 28,5 | 29,2 | 29,8 | 30,4 | 31,4  | 32,5 | 31,2 |
| Средняя температура, °C                             | 23,6 | 24,8 | 26,1 | 26,0 | 25,2 | 24,2 | 23,8 | 24,2 | 24,4 | 24,5 | 23,5  | 23,2 | 24,5 |
| Средний суточный минимум, °C                        | 14,7 | 16,1 | 18,5 | 19,9 | 19,6 | 19,0 | 19,1 | 19,2 | 19,0 | 18,7 | 15,7  | 14,0 | 17,8 |
| Норма осадков, мм                                   | 41   | 24   | 81   | 93   | 147  | 175  | 209  | 203  | 207  | 174  | 39    | 6    | 1399 |
| Источник: http://en.climate-data.org/location/3243/ |      |      |      |      |      |      |      |      |      |      |       |      |      |

## Население
Численность населения города стабильно растёт: если в 1988 году здесь проживало 14 087 человек, в 2003 — 15 196, то в 2013 — 15 376.

## История
Входил в состав французской колонии Убанги-Шари. С 1960 года — в составе независимой Центральноафриканской Республики. В конце 2012 года в ходе Гражданской войны в Центральноафриканской Республике город стал ареной боёв между правительственными войсками и мятежниками; в результате Иппи перешёл под контроль последних.